# 래네주

래네 주의 위치

래네주(에스토니아어: Lääne maakond)는 에스토니아 서부에 위치한 주로 주도는 합살루이며 면적은 2,383km2, 인구는 27,477명(2009년 기준), 인구 밀도는 12명/km2, ISO 3166-2 코드는 EE-57이다. 북쪽으로는 발트해, 북동쪽으로는 하리우 주, 동쪽으로는 라플라 주, 남쪽으로는 패르누 주, 서쪽으로는 사레 주, 히우 주와 접한다.

주기
주 문장

## 하위 행정 구역

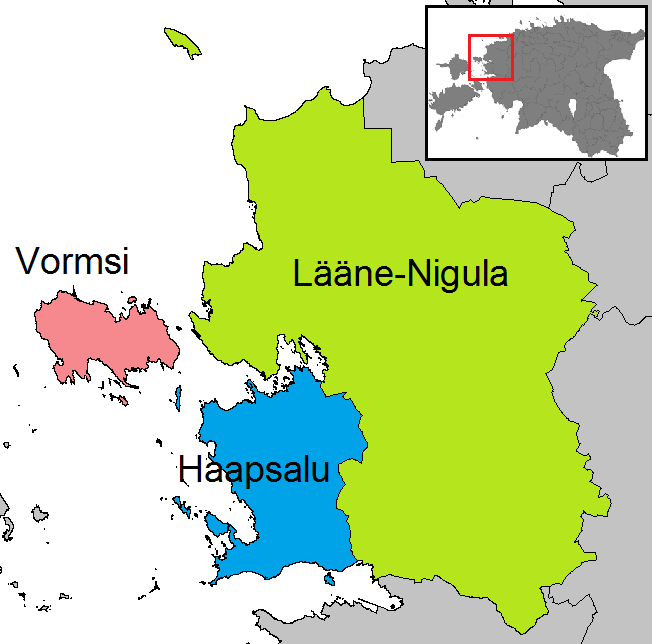
래네 주의 하위 행정 구역

래네 주는 3개 지방 자치체를 관할하는데 1개 시, 2개 군으로 나뉜다.
- 합살루시
- 래네니굴라군
- 보름시군